# Benny Leonard
Pour les articles homonymes, voir Leonard.
Benny Leonard est un boxeur américain né le 17 avril 1896 à New York et mort le 18 avril 1947.
Champion du monde des poids légers de 1917 à 1925.

## Carrière
Il devient champion du monde des poids légers le 28 mai 1917 en battant par arrêt de l'arbitre au 9e round le britannique Freddie Welsh. Leonard conserve sa ceinture à 10 reprises les 6 années suivantes puis décide de mettre un terme à sa carrière le 15 janvier 1925. Il remonte sur un ring 6 ans plus tard remportant 19 succès d’affilée avant d’être battu par Jimmy McLarnin le 7 novembre 1932 pour ce qui sera son dernier combat.
Il a également été le gérant des Quakers de Philadelphie lors de leur unique saison dans la Ligue nationale de hockey en 1930-1931.

## Distinction
- Benny Leonard est membre de l'International Boxing Hall of Fame depuis sa création en 1990[1].

## Galerie

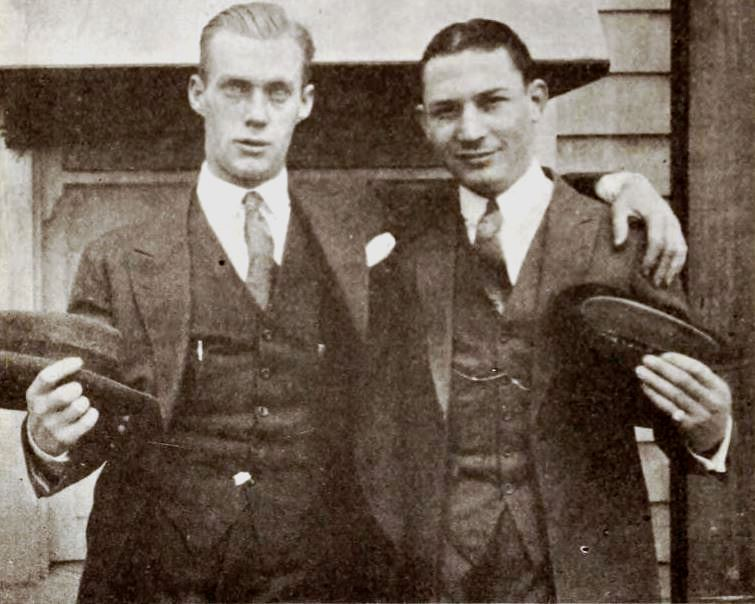
Al St John & Benny Leonard (1920)
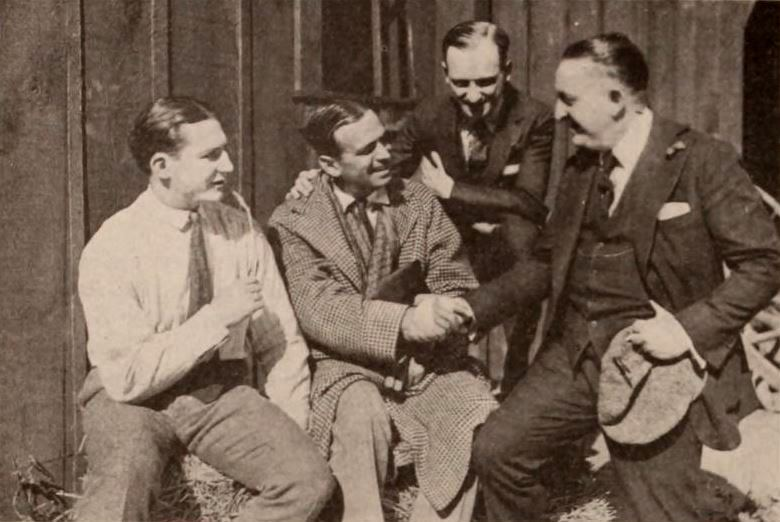
Benny Leonard & Douglas Fairbanks (1920)
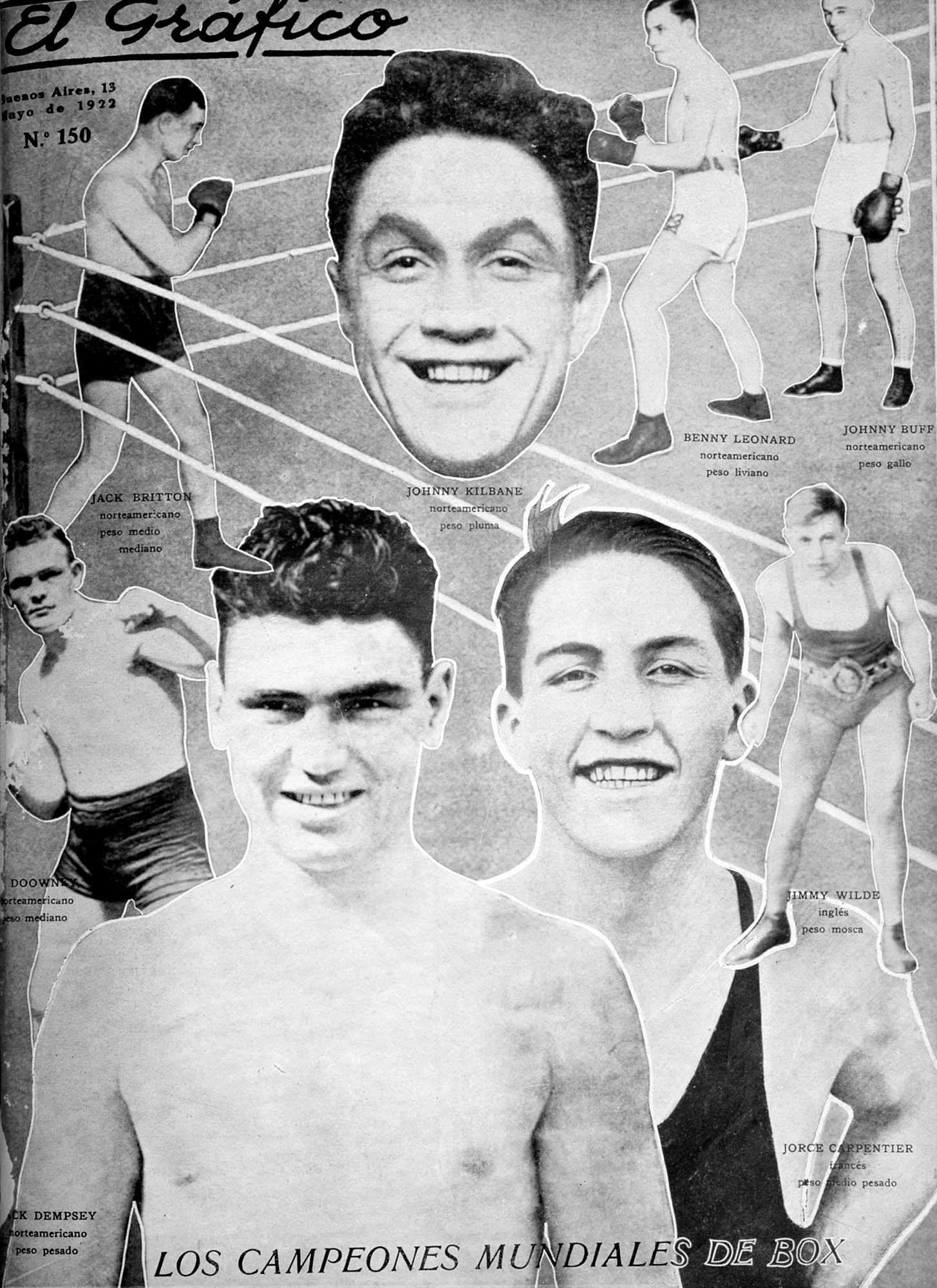
Affiche avec les boxeurs Jack Britton, Johnny Kilbane, Benny Leonard, Johnny Buff, W. Doowney, Jack Dempsey, Jimmy Wilde et Georges Carpentier, El Gráfico (1922)
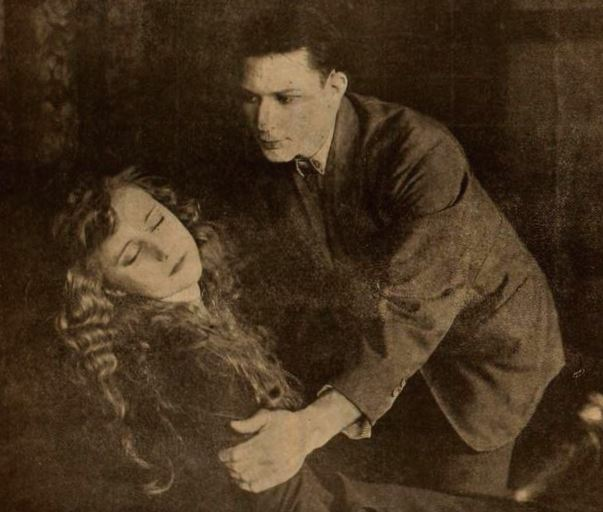
Leonard jouant dans The Evil Eye (1920)
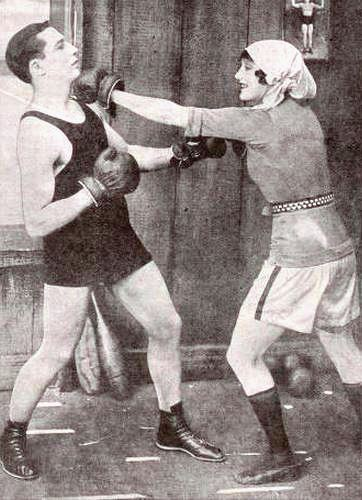
Benny Leonard & Annette Kellerman (1922)
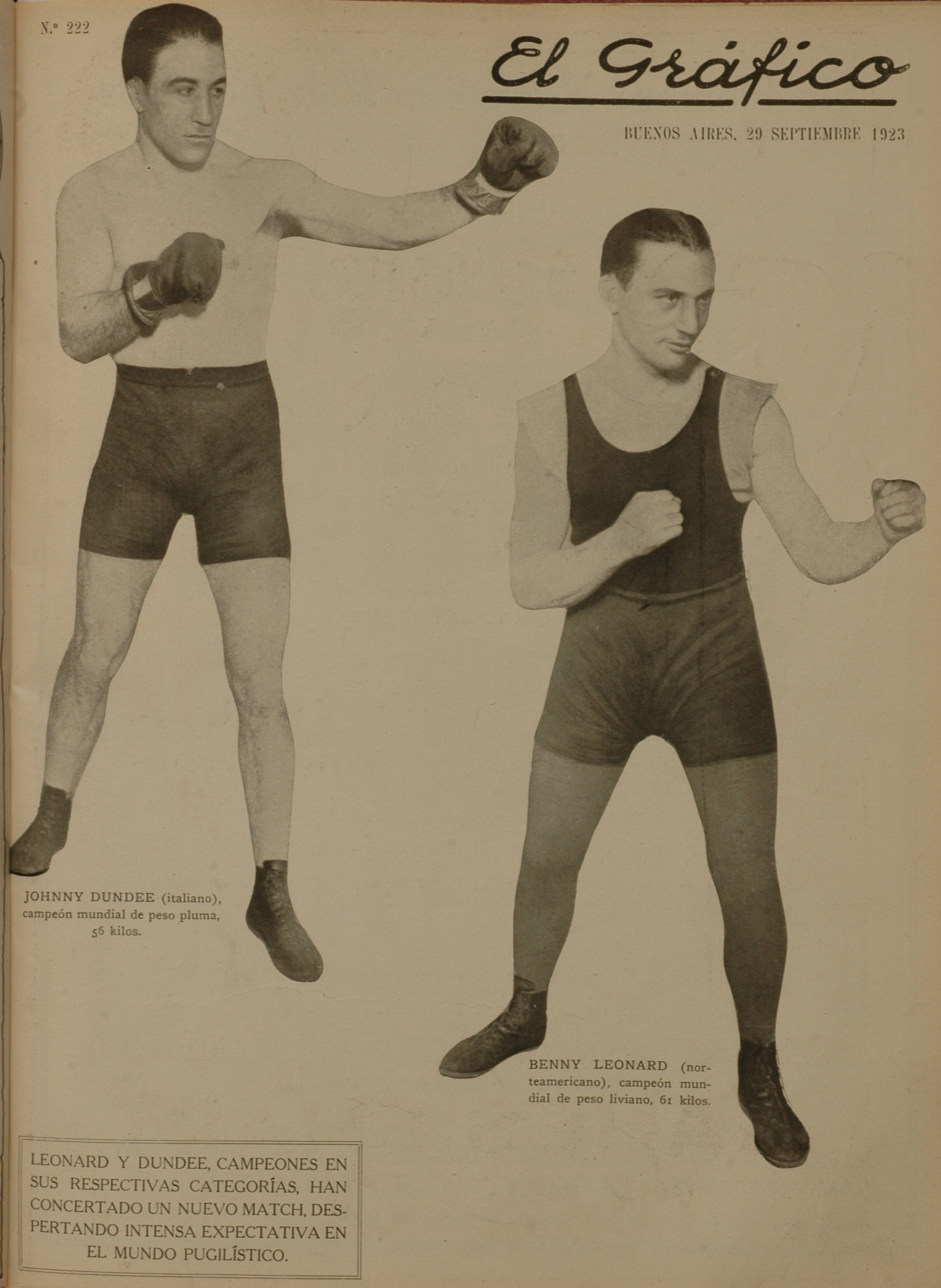
Johnny Dundee et Benny Leonard, El Gráfico (1923)
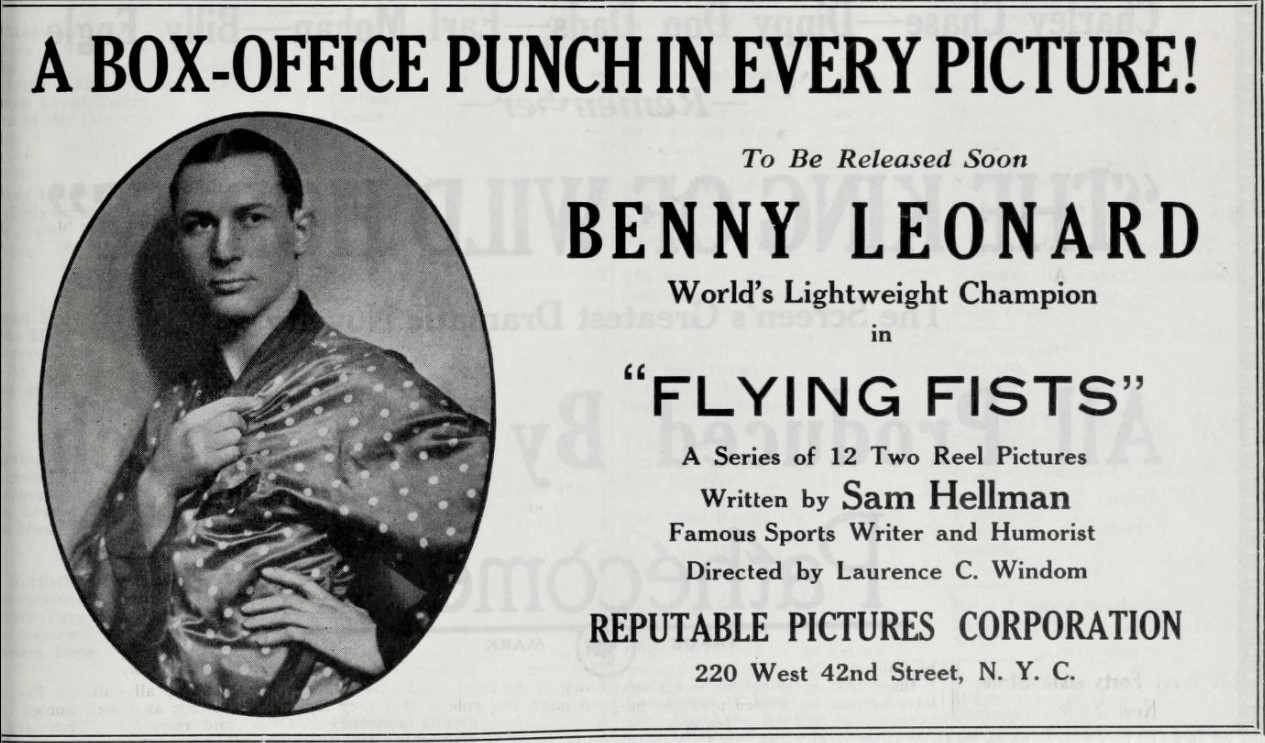
Affiche pour Fliying First (1924)

## Référence
1. ↑  (en) Biographie de Benny Leonard sur le site de l'International Boxing Hall Of Fame (ibhof.com)